# Friedrich von Lerch

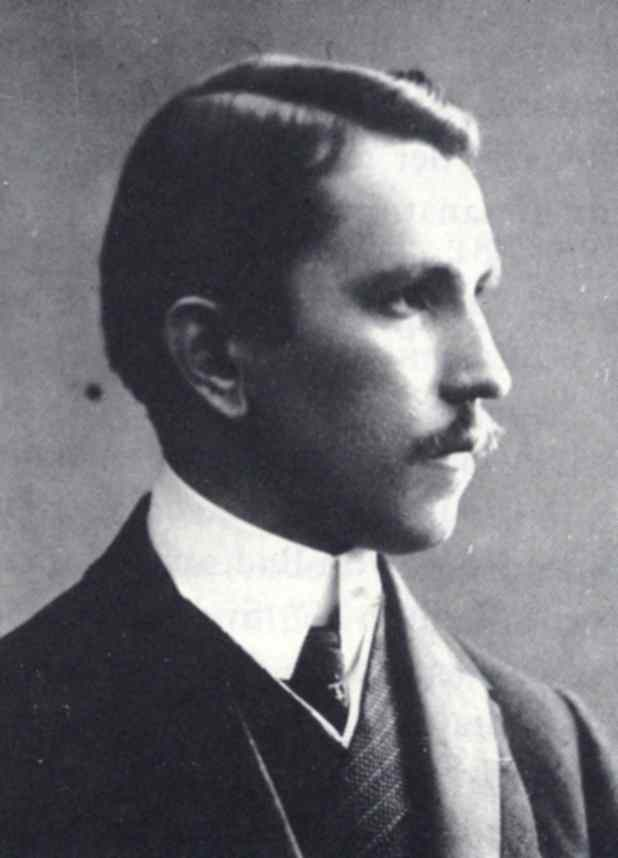
Friedrich von Lerch (1909)

Friedrich von Lerch (* 30. Mai 1878 in Preßburg; † 19. Dezember 1947 in Innsbruck) war ein österreichischer Physiker.

## Leben
Friedrich von Lerch verbrachte seine Jugend und Gymnasialzeit sowie den Beginn seines Studiums in Prag. Nach Übersiedlung der Familie nach Wien studierte er Physik und Mathematik an der Universität Wien und promovierte 1901 bei Franz Serafin Exner mit einer Dissertation über „Die Abhängigkeit der Polarisation von Stromdichte und Temperatur“. 1903/1904 war er Privatassistent bei Walther Nernst in Göttingen, wo er sich mit Problemen der Oberflächenspannung an Grenzschichten zweier Lösungen und mit elektrolytischen Zellen als Detektor einer Wechselstrom-Brückenschaltung beschäftigte. Nach seiner Rückkehr nach Wien 1904 war er bis 1908 Assistent bei Franz Serafin Exner am II. Physikalischen Institut. 1905 habilitierte er sich und übernahm 1907 einen Lehrauftrag an der Technischen Hochschule Wien für allgemeine und technische Physik. 1908 wurde er als außerordentlicher Professor für Physik an die Universität Innsbruck berufen und nach Egon Schweidlers Wegberufung nach Wien Ordinarius und 1927 Vorstand des Innsbrucker Physikalischen Instituts. 1946 trat von Lerch, der ein hervorragender Pianist war, in den Ruhestand.
Ältere Geschwister von Friedrich von Lerch waren die Grafikerin Magda von Lerch, welche ab 1920 bei ihm in Innsbruck lebte, und der Offizier Theodor Edler von Lerch.

## Bedeutung
Lerch galt als einer der ersten jungen Physiker, der sich auf Anregung von Exner dem Studium der Radioaktivität zuwendete. Bereits 1903 hatte er mit elektrolytischen Untersuchungen an radioaktiven Substanzen begonnen. Erste Arbeiten betrafen die Elektrolyse von Thorium B (=Blei212) und dem kurzlebigen Isotop Thorium-X. Lerch konnte damals bei dem als strahlenlos geltenden Thorium B die Existenz weicher Betastrahlen nachweisen. Seine Klärung des elektrochemischen Verhaltens von Folgeprodukten der Radium- bzw. Thorium-Emanation und die dadurch gegebenen Möglichkeiten ihrer Zuordnung zu bekannten Elementen ergab wichtige Einsichten für die Begründung des Isotopie-Begriffes durch Frederick Soddy (1912). Eine Gruppe seiner Arbeiten beschäftigte sich mit den Untersuchungen von Otto Hahn und Lise Meitner. Otto Hahn schreibt in seinen Erinnerungen: Ich erinnere mich noch, welch grossen Eindruck es auf Nernst gemacht hat, als F. von Lerch die von ihm zuerst aufgefundene Methode der Abscheidung des Radium C (ein Wismutisotop wie sich später herausstellte) erwähnte.

## Schriften
- Induced thorium activity. Annalen der Physik, 1903
- Über die Verwendung des elektrolytischen Detektors in der Brückenkombination. 1904, zusammen mit W. Nernst
- Separation of radium C from radium E. Annalen der Physik, 1906